# قسم دشت روم الريفي (مقاطعة بوير احمد)
قسم دشت روم الريفي (بالفارسية: دهستان دشت روم) هي منطقة ريفية تقع في إيران في قسم. يقدر عدد سكانها بـ 9,874 نسمة .